# Kotenčice

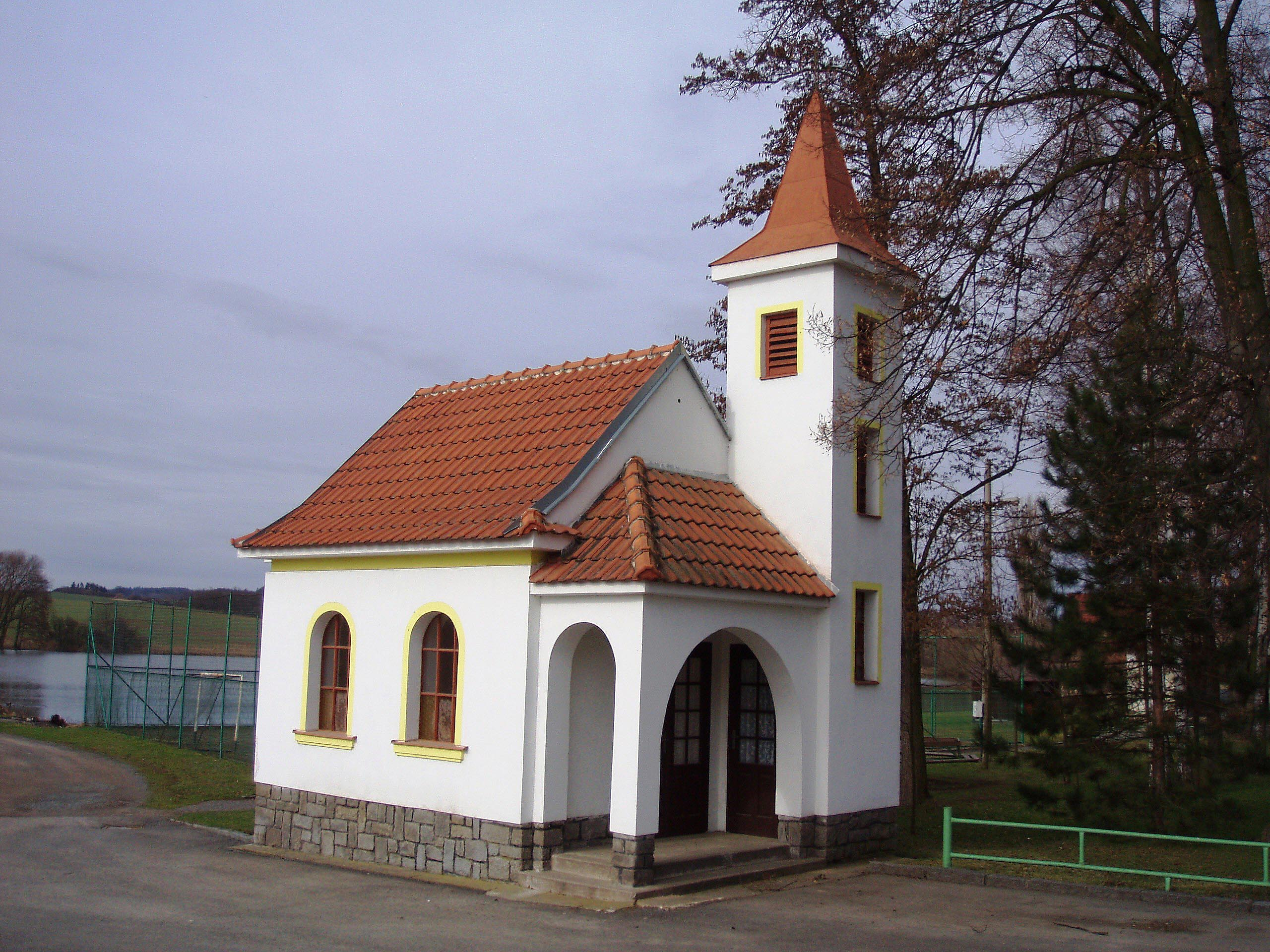
Kapelle

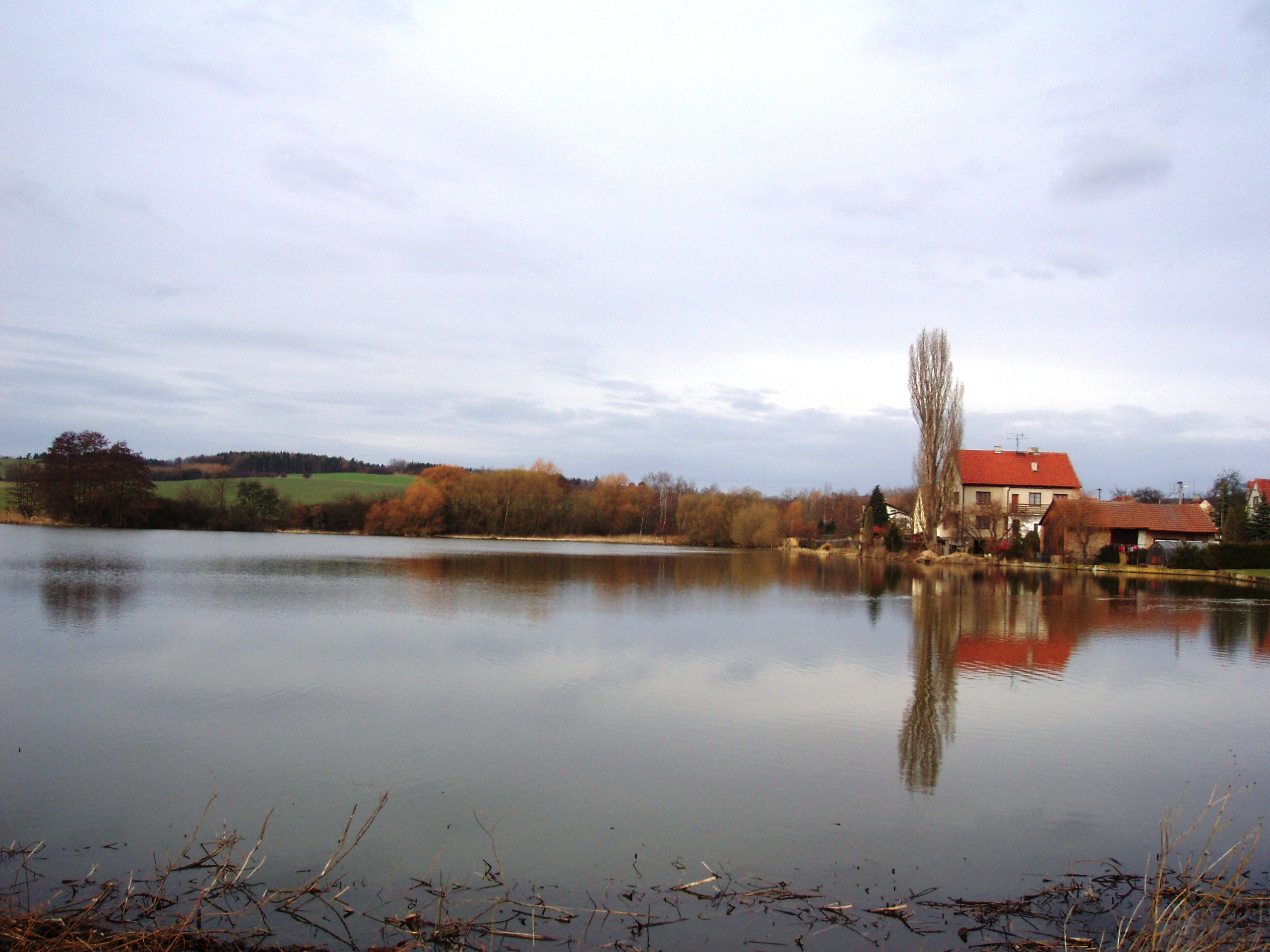
Teich Návesní rybník

Kotenčice (deutsch Kotentschitz, früher auch Kottenschitz) ist eine Gemeinde in Tschechien. Sie liegt acht Kilometer nordöstlich des Stadtzentrums von Příbram und gehört zum Okres Příbram.

## Geographie
Kotenčice befindet sich in der Dobříšská pahorkatina (Dobrischer Hügelland). Das Dorf liegt oberhalb der Einmündung des Suchodolský potok im Tal des Baches Kotenčický potok. Kotenčice ist von mehreren größeren Teichen umgeben; im Ort liegt der Návesní rybník, westlich der Hluboký rybník, nordwestlich die Pilka und südlich der vom Suchodolský potok gespeiste Chlumský rybník. Gegen Süden befindet sich der Flugplatz Příbram.
Nördlich erhebt sich der Kamenný vrch (486 m n. m.), im Süden der Velký Chlum (481 m n. m.), südwestlich der Kosovec (505 m n. m.), im Westen der Katov (487 m n. m.) sowie nordwestlich der Sedlo (471 m n. m.).
Nachbarorte sind Kamenný Dvůr, Malá Buková, Vackov und Holšiny im Norden, Rosovice und Lhotka im Nordosten, Obořiště und Druhlice im Osten, Ostrov und Dlouhá Lhota im Südosten, Skalka und Cihelna im Süden, Suchodol im Südwesten, U Kostinků, Žírovy und Kardavec im Westen sowie Pičín, Vršek (bei Pičín), Chlum, Buková und Vršek (bei Buková) im Nordwesten.

## Geschichte
Die erste schriftliche Erwähnung von Kotenčice erfolgte im Jahre 1382 als Besitz des Petr von Kotenčice, zu dieser Zeit wurde das Gut vom benachbarten Gut Bukowa verwaltet. Später erwarben die Herren Bechinie von Lazan das Gut Kotenčice und schlossen es an die Herrschaft Pičín an. Im Jahre 1515 verband Peter Bechinie von Lazan auf Buková das Gut Kotenčice mit Bukowa. 1592 vererbte Juliane Borowska von Lazan ihre Güter Bukowa, Wobecnitz, Deutsch Lhota, Pitschin, Rosowitz und Kotentschitz ihrer Tochter Ludmilla. Im Jahre 1618 erwarb Ferdinand Rudolf von Lazan das Gut Bukowa. Die Familie Bechinie von Lazan hielt das Gut bis zum Jahre 1705. Später erwarb Vilém Boryně ze Lhoty das vereinigte Gut Bukowa und Kotenčice. Ihm folgte František Boryně ze Lhoty. Um 1770 erwarb Kaspar Bora das Gut Bukowa und Kotenčice, ihm folgte seine Witwe Barbara, geborene Freiin Enis von Atter. Im Jahre 1787 war Joseph Enis von Atter Besitzer des Gutes. 1809 erwarb Pauline von Hohenzollern-Hechingen das Gut; ab 1810 gehörte es dem k.k. General Ferdinand Ludwig von Wartensleben, der Bukowa und Kotenčice 1813 an den Prager Großhändler Sigmund Goldstein verkaufte. Nach 1828 erbte dessen Witwe Elisabeth Goldstein das Gut; sie verkaufte es 1846 an Franz de Paula Gundaccar II. von Colloredo-Mannsfeld, der es an seine Herrschaft Dobřisch anschloss. 
Im Jahre 1846 umfasste das Gut Bukowa und Kotentschitz eine Nutzfläche von 1735 Joch 1368 Quadratklafter. Zum Gut gehörten die beiden Dörfer Bukowa und Kotentschitz. Das Dorf Kotentschitz bzw. Kotenčic bestand aus 37 Häusern mit 240 Einwohnern. Im Ort gab es ein obrigkeitliches Schlösschen, einen Meierhof, eine Schäferei sowie eine Mühle mit Brettsäge. Pfarrort war Pitschin. Bis zur Mitte des 19. Jahrhunderts blieb Kotentschitz der Herrschaft Dobřisch untertänig.
Nach der Aufhebung der Patrimonialherrschaften bildete Kotenčice / Kotentschitz ab 1850 einen Ortsteil der Gemeinde Buková im Gerichtsbezirk Dobříš. Ab 1868 gehörte das Dorf zum Bezirk Příbram. Im Jahre 1890 lebten in den 45 Häusern von Kotenčice 288 tschechischsprachige Einwohner. 
Kotenčice löste sich um 1920 von Buková los und bildete eine eigene Gemeinde. Im Jahre 1932 lebten in Kotenčice 237 Personen. Ab 1949 gehörte Kotenčice zum neugebildeten Okres Dobříš, nach dessen Aufhebung wurde die Gemeinde 1960 wieder Teil des Okres Příbram. Bis in die 1950er Jahre wahrte Kotenčice seinen bäuerlichen Charakter. Am 1. April 1976 wurde Kotenčice nach Suchodol eingemeindet. Seit dem 1. Juli 1990 besteht die Gemeinde Kotenčice wieder. Heute arbeitet die meisten Einwohner in Příbram, nur noch ein geringer Teil ist in der Landwirtschaft tätig.

## Gemeindegliederung
Für die Gemeinde Kotenčice sind keine Ortsteile ausgewiesen. Zu Kotenčice gehört die Einschicht U Kostinků.

## Sehenswürdigkeiten
- Schloss Kotenčice, der Spätbarockbau entstand in der zweiten Hälfte des 18. Jahrhunderts[4] anstelle einer Feste. In der zweiten Hälfte des 20. Jahrhunderts diente das Schloss als Wohngebäude der JZD Dlouhá Lhota. Das ehemalige Herrenhaus befindet sich heute in Privatbesitz und wurde saniert.
- Kapelle